# Akmeismus
Akmeismus (russisch акмеизм Akmeism; von altgriechisch ἀκμή akme ‚Spitze‘, ‚Reife‘, ‚Höhepunkt einer Entwicklung‘) bezeichnet eine russische Literaturströmung der Moderne zwischen 1910 und 1920.
Die Gruppe der Akmeisten bildete sich ab 1911 und wollte mit der Schöpfung einer neuen Ästhetik in Russland die Mystik, die komplizierte Mehrdeutigkeit und den Okkultismus des Symbolismus ablösen. Im Gegensatz zum Symbolismus bemühte sich der Akmeismus um Gegenständlichkeit und Klarheit der Darstellung.
Der Name der Gruppe, der beim 3. Treffen in der Wohnung von Anna Achmatowa beschlossen wurde, sollte auf die angestrebte Höchstleistung hindeuten. Die Grundtendenz war die Betonung des Ursprünglich-Irdischen und des Handwerklichen sowie eine Lösung vom Mystischen des Symbolismus. Aus der Sicht der Symbolisten drohte die Konzentration auf das Dingliche den Blick auf den geistigen Urgrund der sichtbaren Welt zu verstellen. Andere Bezeichnungen für die Lyrik des Akmeismus wie „Neoklassizismus“, „Adamismus“ und „Klarismus“ zeigen das Umfeld des Akmeismus.
Im Gegensatz zum Futurismus, der ebenfalls als Gegenbewegung zum Symbolismus entstand, war dem Akmeismus nicht an einer revolutionären Änderung der Verstechnik gelegen, eher an einer möglichst ausgewogenen, bewussten und eindeutigen Verwendung der Alltagssprache im dichterischen Bereich.
Nikolai Gumiljow, der theoretische Kopf der Gruppe der Akmeisten, versammelte einige andere Künstler wie Sergei Gorodezki, Anna Achmatowa, Ossip Mandelstam u. a. um sich. Zu den wichtigsten Vorläufern gehörten Michail Kusmin und Innokenti Annenski. 1911 gründeten sie die Vereinigung „Dichterzunft“ (russisch Цех поэтов Zech poetow) in St. Petersburg (1914–1924 Petrograd), dem organisatorischen Zentrum der Gruppe. Die seit 1909 erscheinende literarische Zeitschrift „Apollon“ wurde zum wichtigsten Publikationsorgan der Gruppe, in dem Gedichte und theoretische Artikel erschienen.
Durch den großen Einfluss, den die wichtigsten Vertreter des Akmeismus auf die russische Lyrik des 20. Jahrhunderts in der Sowjetunion und in der russischen Exilliteratur hatten, blieb der Begriff, im Gegensatz zu „Symbolismus“ oder „Futurismus“, auch zur Einordnung viel später entstandener Lyrik in Gebrauch.